# Эгг, Дарс

Дарс Эгг (Durs Egg) — английский мастер-оружейник, создатель стрелкового оружия и основатель фирмы по производству стрелкового оружия.

## Биография
Родился в 1748 году (называются также 1745 и 1766 годы) в Базеле, учился первоначально в Золотурне, столице одноимённого швейцарского кантона, затем в Париже.
Впоследствии переехал в Лондон, где в 1772 году основал мастерскую по производству стрелкового оружия.
Фирма Эгга успешно развивается, производя как армейское оружие, так и охотничье. Мастерская Эгга была одним из подрядчиков по изготовлению опытной казнозарядной винтовки Фергюсона, а затем на основе этой армейской модели в мастерской Эгга были созданы несколько образцов охотничьих ружей. Кроме того Эгг производил отличные по качеству двухствольные охотничьи пистолеты, с расположением стволов друг над другом и компактным съёмным прикладом (прицельная дальность таких пистолетов была около 100 ярдов). Мастерская Эгга производила также специальные пистолеты для защиты при охоте со слонов (от нападения тигра на охотника, сидящего на спине слона), т. н. «пистолет для ховда». В 1814 году в Лондон из Парижа перебрался оружейник Паули (создатель первого в мире унитарного патрона, совместно с Прела), земляк Эгга, и работал до своей смерти в его мастерской. Впоследствии дело Дарса Эгга продолжил его племянник, Джозеф Эгг. Скончался Дарс Эгг в Лондоне в 1831 году.

## Родственники
- Август Леопольд Эгг, сын Джозефа Эгга — художник викторианской эпохи, известный триптихом «Прошлое и настоящее».